# Лузький район (Кіровська область)
Лу́зький район (рос. Лузский район) — район у складі Кіровської області Російської Федерації. Адміністративний центр — місто Луза.

## Історія
Район був утворений 1 лютого 1963 року шляхом об'єднання Лальського та Підосиновського районів. 1965 року, однак, був відновлений Підосиновський район. Станом на 1978 рік район поділявся на 1 міську раду (Лузьку), 2 селищні ради (Лальську та Христофоровську) та 8 сільських рад (Аникінську, Верхньолальську, Грибошинську, Куліковську, Лальську, Лузьку, Папуловську та Учецьку). Станом на 1998 рік до складу району входили місто (Луза), 2 селища міського типу (Лальськ та Христофорово) та 9 сільських округів (Аникінський, Верхньолальський, Вимський, Грибошинський, Куліковський, Лальський, Лузький, Папуловський та Учецький).
7 грудня 2004 року, в рамках муніципальної реформи, у складі району були утворені 2 міських (Лальське та Лузьке) та 7 сільських поселень (Аникінське, Вимське, Верхньолальське, Грибошинське, Куліковське, Папуловське та Учецьке). 2007 року Анікінське сільське поселення було передане до складу Лальського міського поселення, а Вимське сільське поселення — до складу Грибошинського сільського поселення. 2009 року Верхньолальське сільське поселення було передане до складу Лальського міського поселення, а Куліковське сільське поселення — до складу Лузького міського поселення. 2012 року Учецьке сільське поселення було передане до складу Лальського міського поселення, Христофоровське сільське поселення — до складу Лузького міського поселення, а Грибошинське сільське поселення — до складу Папуловського сільського поселення.

## Населення
Населення району складає 15997 осіб (2017; 16289 у 2016, 16602 у 2015, 17070 у 2014, 17513 у 2013, 18019 у 2012, 18604 у 2011, 18688 у 2010, 20193 у 2009, 22599 у 2002, 26743 у 1989, 29953 у 1979, 35985 у 1970).

## Адміністративний поділ
Станом на 2012 рік район адміністративно поділявся на 2 міських поселення та 1 сільське поселення. Станом на 2010 рік до його складу входило 139 населених пунктів, з яких 41 не мали постійного населення, але ще не були зняті з обліку. 2012 року було знято з обліку присілок Нікітінська Грибошинського сільського поселення, 2015 року — присілок Горка виставок Папуловського сільського поселення, тому на сьогодні кількість населених пунктів складає 137, з яких 2 — міські:
| Поселення                      | Площа, км² | Населення, осіб (2002) | Населення, осіб (2010) | Населення, осіб (2017) | Центр             | Населені пункти |
| ------------------------------ | ---------- | ---------------------- | ---------------------- | ---------------------- | ----------------- | --------------- |
| Лальське міське поселення      | 1174,26    | 6222                   | 4827                   | 3853                   | смт Лальськ       | 52              |
| Лузьке міське поселення        |            | 14467                  | 12695                  | 11414                  | місто Луза        | 37              |
| Папуловське сільське поселення |            | 1910                   | 1166                   | 730                    | присілок Папулово | 48              |

## Найбільші населені пункти
| №  | Населений пункт | Населення, осіб (2002) | Населення, осіб (2010) |
| -- | --------------- | ---------------------- | ---------------------- |
| 1  | Луза            | 12311                  | 11260                  |
| 2  | Лальськ         | 4551                   | 3705                   |
| 3  | Христофорово    | 843                    | 412                    |
| 4  | Боровиця        | 497                    | 328                    |
| 5  | Папулово        | 331                    | 238                    |
| 6  | Озерська        | 208                    | 208                    |
| 7  | Куликово        | 250                    | 195                    |
| 8  | Сєверні Полянки | 214                    | 188                    |
| 9  | Верхнє-Лальє    | 284                    | 180                    |
| 10 | Єфаново         | 221                    | 171                    |